# Persée l'invincible
Pour les articles homonymes, voir Perseo.
Pour plus de détails, voir Fiche technique et Distribution.
Persée l'invincible (Perseo l'invincibile) est un film italo-espagnol réalisé par Alberto de Martino et sorti en 1963. 
Il s'agit d'un péplum très librement inspiré de la mythologie grecque, qui met en scène les aventures du héros Persée contre Méduse et le sauvetage d'Andromède.

## Synopsis
La cité grecque d'Argos est victime d'un coup d'État ourdi par le tyrannique Acrisios, assisté de son complice Galenore. Le jeune Persée, héritier légitime du trône, ignore encore ses origines : il mène la vie d'un pâtre, bientôt amoureux d'Andromède, mais Acrisios l'enlève. Persée accourt jusqu'à la cité et découvre le nom de son véritable père, Céphée, et de sa mère Danaé. Acrisios apprend que Persée est en ville et lui impose une mission impossible : tuer Méduse, la monstrueuse Gorgone. Méduse ressemble ici à une plante à tentacules dotée d'un œil unique ; elle peut animer et contrôler les hommes qu'elle a changés en statues. Persée affronte aussi un monstrueux dragon. Le héros réussit grâce à l'épée et au miroir dont il s'est muni, afin d'éviter le regard pétrifiant du monstre. De retour à Argos, Persée réclame le trône, mais Acrisios refuse : une bataille s'engage au cours de laquelle le héros triomphe du tyran.

## Fiche technique
- Titre : Persée l'invincible
- Titre original : Perseo l'invincibile
- Scénario : Mario Guerra, Mario Caiano
- Réalisation : Alberto de Martino
- Musique originale : Carlo Franci, Manuel Parada
- Costumes : Angiolina Menichelli
- Décors : Enzo Constantini, José Luis Galicia, Jaime Pérez Cubero
- Effets spéciaux : Carlo Rambaldi
- Image : Eloy Mella et Dario Di Palma
- Montage : Mercedes Alonso, Otello Colangeli
- Production : Emo Bistolfi
- Studios de production : Cineproduzione Emo Bistolfi (Italie), Copercines, Cooperativa Cinematográfica (Espagne)
- Distribution : Italie : Warner Bros.
- Pays :  Italie |  Espagne
- Langue : italien
- Format : Couleur (Eastmancolor) — 35 mm — 2,35:1 — Son : Mono
- Genre : Film d'aventure, Film de fantasy, Péplum
- Durée : 90 minutes (Italie), 84 minutes (France)
- Dates de sortie :
  -  Italie : 7 février 1963
  -  France : 18 novembre 1963
  -  Espagne : 30 août 1965

## Distribution
- Richard Harrison (VF : Gabriel Cattand)  : Persée
- Anna Ranalli  (VF : Claude Chantal) : Andromède
- Arturo Dominici  (VF : Pierre Asso) : Acrisios
- Elisa Cegani (VF : Lucienne Givry)  : Danaé
- Leo Anchóriz  (VF : Rene Beriard) : Galenore
- Antonio Molino Rojo : Tarpete
- Roberto Camardiel  (VF : Jean Violette) : Céphée
- Ángel Jordán  (VF : Jean-Pierre Duclos) : Alcée
- Enrique Navarro : Sthéno
- Ángela Pla : Aglaé
- Jose Sepulveda (VF : Richard Francoeur) : le conseiller de Céphée
- Rufino Ingles : un ministre
- Lorenzo Robledo : un prince
- Frank Brana : un garde
- Bruno Scipioni : un lieutenant d'Alcée

## Diffusion
Persée l'invincible est parfois distribué au cinéma sous des titres très différents de son titre original : aux États-Unis, son titre devient Medusa vs. the Son of Hercules (Méduse contre le fils d'Hercule) ; en Espagne, El Valle de los hombres de piedra (La Vallée des hommes de pierre).